# Стражец (област Кърджали)
 За другото българско село вижте Стражец (Област Разград).  
Стражец е село в Южна България. То се намира в община Крумовград, област Кърджали.

## География
Село Стражец се намира в планински район.

## История
Старото име на Стражец е Чукурите. До Балканските войни жителите на Чукурите са турцизирани помаци, запазили български обичаи, имена и топонимия. През 1913 година селото се изселва в Турция. Заселено е отново през 1920-те години от български бежанци от Беломорска Тракия, прогонени от гръцкото правителство.
Чукурите е преименувано на Стражец през март 1981 година.
В 1985 година Стражец има 26 жители

## Население
Численост и дял на етническите групи според преброяването на населението през 2011 г.:
|                     | Численост | Дял (в %) |
| Общо                | 8         | 100,00    |
| Българи             | 7         | 87,5      |
| Турци               | 0         | 0,00      |
| Цигани              | 0         | 0,00      |
| Други               | 0         | 0,00      |
| Не се самоопределят | 0         | 0,00      |
| Неотговорили        | 0         | 0,00      |